# 迷你莺蛤
迷你莺蛤（学名：Pteria dendronephthya），是莺蛤目莺蛤科莺蛤属的一种。主要分布于中国大陆、台湾，常栖息在珊瑚礁海域。